# نفر (نام خانوادگی)
نفر نام خانوادگی افراد زیر است:
- محسن نفر، آهنگساز ایرانی
- وحید نفر، نویسنده، بازیگر، صداپیشه و عروسک‌گردان ایرانی